# Bernhard Rothmann
Bernhard Rothmann (ca. 1495-1535) var reformator og anabaptist-leder i byen Münster i Tyskland.

## Oversigt
Sidst i 1520'erne blev Bernhard Rothmann leder af de religiøse reformer, der fandt sted i byen Münster. I sine prædikener fordømte han katolske doktriner som f.eks. skærsilden og brugen af billeder, såvel som præsternes lave moral. Han blev kritiseret af den katolske biskop i 1531 og afviste derefter den katolske kirkes autoritet og knyttede sig åbent til den reformerte kirke. I 1532 udgav han en evangelisk trosbekendelse og fik bystyrets opbakning. I en traktat fra 1533 blev Münster anerkendt som en lutheransk by. I sommeren 1533 blev Rothmann omvendt af Melchior Hoffmans anabaptistiske disciple og begyndte at prædike imod barnedåben fra prædikestolen i Lambertuskirken. Selvom han blev kritiseret af byrådet, forblev han i sikkerhed pga. sin popularitet hos håndværkerlavene. Rothmann styrkede sin position ved at omvende andre til sine synspunkter.
Da Melchior Hoffman blev fængslet i Strasbourg, overtog Jan Matthijs lederskabet af anabaptisterne i Holland. Han erklærede, at Münster var det sted, hvor Jesus Kristus ville vende tilbage og oprette sit kongedømme. I januar 1534 sendte Matthijs disciple til Münster for at udnævne byen til det nye Jerusalem. De døbte mange mennesker, inkl. Rothmann.
Matthijs ankom til Münster i februar 1534. Hans "styre" lagde grunden for det, der almindeligvis kaldes Münster-oprøret. Mens Matthijs var profet og leder, var Rothmann nok den mest indflydelsesrige "teologiske stemme". Matthijs døde i et mislykket militært angreb påskesøndag 1534. Jan Bockelson blev herefter konge af Münster indtil byens fald i juni 1535. Det menes, at Rothmann døde under kampene. Selvom hans lig ikke blev fundet, hørte man aldrig fra ham igen

## Teologi

### Dåb
Ulig mange af tidens anabaptister mente Rothmann, at nedsænkning i vand var den rette form for dåb. Dette baserede han på tre argumenter: *Det hollandske ord doepen betød bogstaveligt at nedsænke i vand.
- Den bibelske forklaring af dåben i f.eks. Rom 6:3-4 (dåb = begravelse), Kol 2:12 (dåb = begravelse) og 1 Pet 3:21 (dåb = vask af legemet) beskriver grafisk nedsænkning.
- Citater fra gamle religiøse autoriteter, f.eks. Tertullian og Origines, som til en vis grad enten direkte eller indirekte gik ind for voksendåb og nedsænkning i vand.

### Biblen
Rothmann anså hele Biblen som Guds ord.

### Kristologi
Rothmanns kristologi var ideen om det "himmelske legeme" som beskrevet hos Kaspar Schwenkfeld og Melchior Hoffman (og senere Menno Simons). Se Anabaptismens teologi.

### Kirken
Rothmann mente, at kirken var en menighed bestående udelukkende af døbte troende.

### Polygami
I begyndelsen var Rothmann modstander af den polygami, som Jan Bockelson havde introduceret i Münster, men han skrev senere et teologisk forsvar for ideen. Rothmann baserede sit forsvar på en større vægt på det "Gamle Testamente" end var normalt blandt anabaptister, såvel som på anabaptisternes syn på ægteskabets formål, at avle børn.

## Arven efter Rothmann
Rothmann påvirkede de sydtyske anabaptister via Pilgram Marpeck, som lånte dele af sin Vermanung fra Rothmanns Bekenntnisse fra 1533. Rothmann var som discipel af Melchior Hoffman en del af den tidlige bevægelse, som lagde grunden for anabaptismen i Nederlandene og Nordtyskland, og Rothmanns syn på inkarnationen blev den herskende blandt de hollandske anabaptister i bevægelsens første århundrede.